# Olympische Jugend-Sommerspiele 2014/Teilnehmer (Tschechien)
| Gelbes Symbol für Goldmedaillen mit stilisierten Olympischen Ringen | Graues Symbol für Silbermedaillen mit stilisierten Olympischen Ringen | Braundes Symbol für Bronzemedaillen mit stilisierten Olympischen Ringen |
| ------------------------------------------------------------------- | --------------------------------------------------------------------- | ----------------------------------------------------------------------- |
| 1                                                                   | 3                                                                     | 3                                                                       |

Die Jugend-Olympiamannschaft aus Tschechien für die II. Olympischen Jugend-Sommerspiele vom 16. bis 28. August 2014 in Nanjing (Volksrepublik China) bestand aus 37 Athleten.

## Athleten nach Sportarten

### Basketball
Mädchen
- 3x3: 10. Platz
- Gabriela Andělová
Shoot-out: 27. Platz
- Sarah Beránková
Shoot-out: 5. Platz
- Tereza Kracíková
- Aneta Zuzáková
Shoot-out: 28. Platz

### Beachvolleyball
Mädchen
- Kristýna Adamčíková
- Kateřina Valková
5. Platz

### Judo
Mädchen
- Adéla Szarzecová
Klasse bis 63 kg: 13. Platz
Mixed: 5. Platz (im Team Berghmans)

### Kanu
| Mädchen - Amálie Hilgertová Kajak-Einer Slalom: Bronze Kajak-Einer Sprint: 9. Platz - Martina Satková Kanu-Einer Sprint: 5. Platz Kanu-Einer Slalom: Silber | Jungen - Tomáš Rousek Kajak-Einer Slalom: 5. Platz Kajak-Einer Sprint: 18. Platz - Kryštof Hájek Kanu-Einer: Bronze Kanu-Einer Slalom: disqualifiziert (Hoffnungslauf) |

### Leichtathletik
Mädchen
- Veronika Paličková
100 m: 13. Platz
8 × 100 m Mixed: 20. Platz
- Tereza Vokálová
400 m Hürden: 4. Platz
8 × 100 m Mixed: 25. Platz
- Michaela Hrubá
Hochsprung: Bronze 
8 × 100 m Mixed: Bronze
- Zuzana Pražáková
Stabhochsprung: 8. Platz
8 × 100 m Mixed: 32. Platz
- Lada Cermanová
Kugelstoßen: 8. Platz
8 × 100 m Mixed: 24. Platz
- Lucie Staňková
Hammerwurf: 14. Platz
8 × 100 m Mixed: 28. Platz

### Moderner Fünfkampf
| Mädchen - Jolana Hojsáková Einzel: 24. Platz Mixed: 6. Platz (mit Alexander Petrowitsch Lifanow Russland) | Jungen - Martin Vlach Einzel: 9. Platz Mixed: 5. Platz (mit Yana Polishchuk Ukraine) |

### Radsport
- Mixed: Gold

| Mädchen - Nikola Nosková - Barbora Průdková Kombination: Silber | Jungen - Roman Lehký - Jan Rajchart Kombination: 4. Platz |

### Rudern
| Mädchen - Anna Žabová Einer: 10. Platz | Jungen - Lukáš Helešic - Miroslav Jech Zweier: Silber |

### Schießen
Mädchen
- Tereza Přibáňová
Luftpistole 10 m: 13. Platz
Mixed: DNF (mit Suchrab Turdyjer  Kasachstan)

### Schwimmen
- 4 × 100 m Lagen Mixed: 7. Platz

| Mädchen - Tereza Grusová 50 m Rücken: 9. Platz 100 m Rücken: 9. Platz 200 m Rücken: 13. Platz - Lucie Svěcená 50 m Schmetterling: 9. Platz 100 m Schmetterling: 6. Platz | Jungen - Petr Novák 200 m Freistil: 26. Platz 200 m Schmetterling: 17. Platz - Vojtěch Simbartl 50 m Brust: 27. Platz 100 m Brust: 31. Platz |

### Taekwondo
Mädchen
- Adriana Šimánková
Klasse bis 55 kg: 5. Platz

### Tennis
Mädchen
- Simona Heinová
Einzel: Achtelfinale
Doppel: Viertelfinale
Mixed: Viertelfinale (mit Rasheed Carey  Bahamas)
- Markéta Vondroušová
Einzel: Achtelfinale
Doppel: Viertelfinale
Mixed: 1. Runde (mit Nicolás Álvarez  Peru)

### Tischtennis
| Mädchen - Kristýna Štefcová Einzel: 19. Platz Mixed: 9. Platz | Jungen - David Reitšpies Einzel: 9. Platz Mixed: 9. Platz |

### Turnen
Mädchen
- Veronika Cenková
Einzelmehrkampf: 14. Platz
Schwebebalken: 6. Platz